# Ocinebrina foveolata
Ocinebrina foveolata är en snäckart som först beskrevs av Hinds 1844.  Ocinebrina foveolata ingår i släktet Ocinebrina och familjen purpursnäckor. Inga underarter finns listade i Catalogue of Life.